# Football Club Villefranche Beaujolais
Maillots
Actualités
Dernière mise à jour : 16 octobre 2024.
Le Football Club Villefranche Beaujolais, abrégé en FC Villefranche Beaujolais, est un club de football français fondé en 1927 et situé à Villefranche-sur-Saône, dans le Rhône.
Il évolue depuis la saison 2018-2019 en National et joue ses matchs à domicile au stade Armand-Chouffet, du nom du maire de Villefranche-sur-Saône qui en a décidé sa construction en 1936.

## Histoire

### Les débuts
Après la Première Guerre mondiale, le 19 janvier 1919, une section football au sein du Cercle sportif de Villefranche est créée. La section football se maintient dans le giron du CSV jusqu’en 1927. C'est le 25 mars 1927 que le Football Club de Villefranche est fondé. Monsieur Foulc devient président du FC Villefranche nouvellement créé sous la houlette de Monsieur Gaillot, ancien rugbyman, promu secrétaire du club.
Longtemps englué dans les différentes divisions régionales, Villefranche parvient à atteindre un championnat national pour la première fois de son histoire en 1953 grâce à un titre de champion de Division d'Honneur. Cette même année, le club atteint les 16es de finale de la Coupe de France. Il reste en CFA pendant cinq saisons avant de retrouver la DH.
En 1966, les Caladois reviennent en CFA, championnat qui disparaît en 1971 pour laisser place à la nouvelle Division 3 que le club intègre jusqu'en 1976.

### Les montées (1978-1984)
Après un court passage en DH de 1976 à 1978, Villefranche se stabilise au niveau national pendant dix ans. D'abord en D4, puis en D3, le club gravit les échelons petit à petit jusqu'à atteindre la Division 2 à l'issue de la saison 1982-1983 grâce à une 3e place dans la poule Centre de D3. Cependant, dans un groupe A composé entre autres de l'Olympique de Marseille et de l'Olympique lyonnais, le club termine bon dernier avec 25 points et redescend dans la foulée en 3e division.

### Le déclin (1984-1993)
La fin des années 1980 marque le déclin du club avec une relégation en Division 4 en 1988, suivie d'une autre en Division d'Honneur l'année suivante.

### Entre DH et National 2 (1993-2018)
Après avoir retrouvé les échelons nationaux avec des montées en National 3 (D5) en 1993, puis en National 2 (D4) en 1995, le FCVB subit de nouveau deux relégations consécutives entre 1999 et 2001. En 2008, le club remonte en CFA (D4) et frôle la montée en National (D3) l'année suivante, en finissant à deux points de l'EFC Fréjus-Saint-Raphaël. De plus, les Caladois disputent les 16es de finale de la Coupe de France pendant deux années consécutives.
Il faudra finalement attendre 2018 pour que, grâce à sa victoire lors de la dernière journée du groupe B de National 2, le FCVB distance le FC Annecy et se classe 1er de la poule, synonyme de promotion en National, après dix ans passés en 4e division.

### Stabilisation en National (depuis 2018)

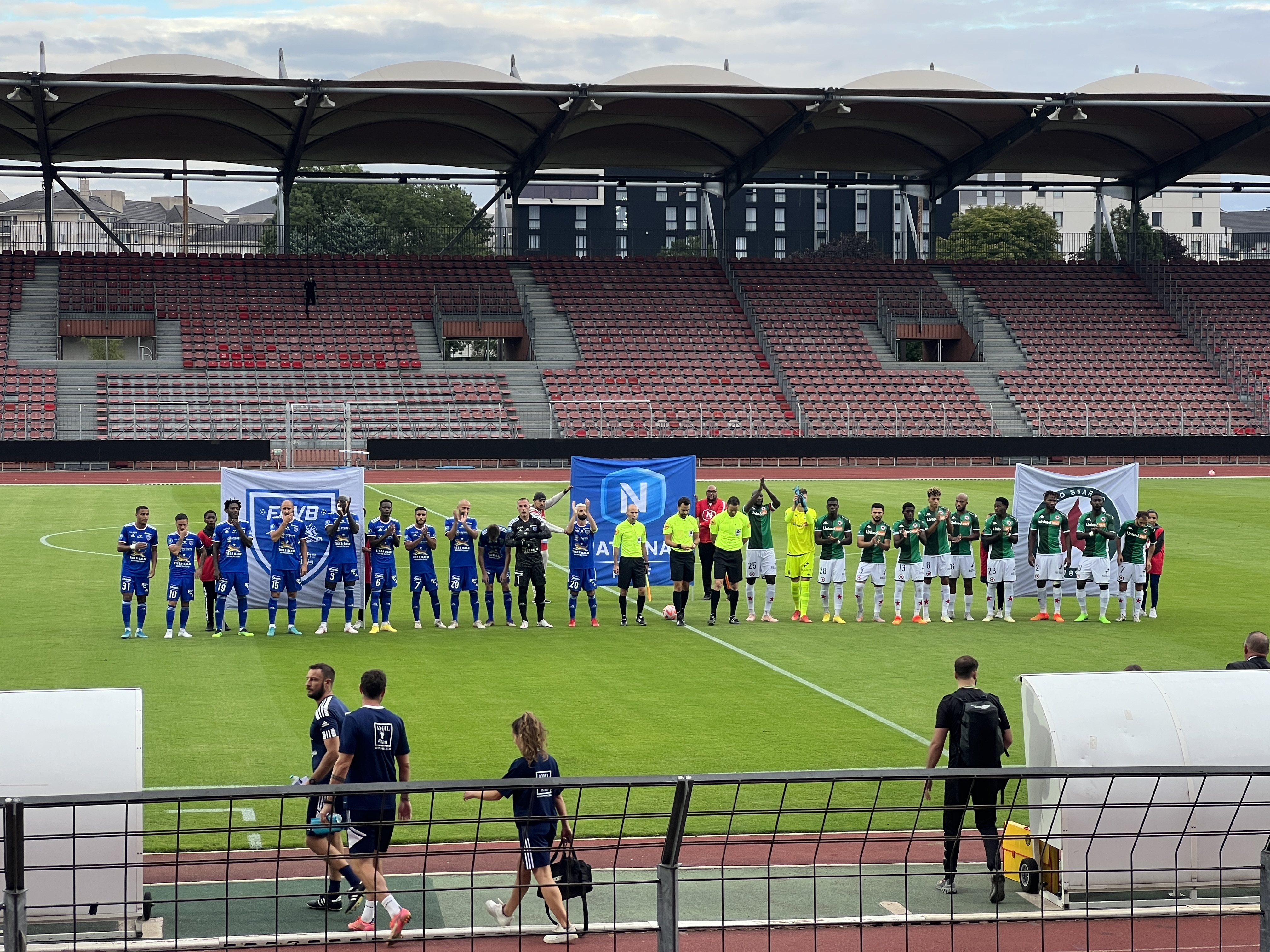
L'équipe première à l'extérieur en 2022 contre le Red Star.

Le club accède donc au National pour la saison 2018-2019. Il termine la saison à la 12e place mais est proche de l'exploit en 8e de finale de la Coupe de France, où le club caladois tient tête au PSG jusqu'en prolongation, avant de s'incliner finalement 3-0.
En 2020, le FCVB termine 7e lors d'une saison stoppée avant la fin par la pandémie de COVID-19.
En 2021, le club termine 3e du National, après une remontée au cours de la saison. Dernier après 14 journées, le club caladois gagne 13 fois et fait 6 matchs nuls lors de la suite de la saison, pour terminer juste devant Le Mans FC. Villefranche joue donc un barrage pour la montée en Ligue 2 face aux Chamois niortais. Après une belle victoire 3-1 à domicile au match aller, les Caladois s'inclinent au match retour à Niort sur le score de 2-0, échouant ainsi aux portes de la Ligue 2.
La saison suivante (2021-2022), les joueurs d'Hervé Della Maggiore poursuivent sur la même dynamique en National et terminent à la troisième position, derrière le Stade lavallois et le FC Annecy. Pour leur deuxième barrage d'accession en Ligue 2 d'affilée, les joueurs du FCVB affrontent cette fois-ci l'US Quevilly Rouen Métropole mais s'inclinent à l'aller (1-3) comme au retour (2-0).
Pour la saison 2022-2023, les Tigres finissent finalement sur une 6e place derrière le FC Versailles 78. 
L'année suivante, en 2023-2024, les Caladois ne connaissent pas le même succès que les saisons précédentes en finissant à la 13e place, synonyme de relégation en National 2. Grâce à la rétrogradation administrative de Niort, le FCVB est cependant repêché.

## Palmarès et résultats

### Palmarès
| Compétitions nationales | Compétitions régionales                                                                      |
| Championnats - Championnat de France de National (D3) - Meilleure performance : 3e en 2021 et 2022 - Championnat de France de National 2 (D4) - Vainqueur de groupe : 2018 - Championnat de France amateur 2 (D5) - Vainqueur de groupe : 2008 Coupes - Coupe de France - Meilleur parcours : 8e de finale en 2019 | Championnats - Division d’Honneur de Rhône-Alpes - Champion : 1953, 1966, 1970, 1993 et 2004 |

### Coupe de France
Villefranche atteint les 16es de finale de la coupe pour la première fois lors de l'édition 1952-1953. Le club perd alors contre le Toulouse FC, club de deuxième division, sur le plus petit des scores (1-0).
Il faut attendre la saison 2008-2009 pour voir le FCVB disputer à nouveau un 16e de finale sur le terrain du Dijon FCO, qui se soldera par une défaite 4-1.
En 2009-2010, le FC Villefranche dispute une troisième fois un 16e de finale contre l’AS Saint-Étienne au stade Armand-Chouffet. Le club amateur ne sera battu qu'après prolongation (2-2) à l’issue de la séance de tirs au but.
C'est lors de la saison 2018-2019 que le FCVB réalisera son plus beau parcours en Coupe de France en atteignant les 8es de finale contre le Paris Saint Germain (défaite 3-0 après prolongation). Les Caladois auront résisté plus de 100 minutes face aux parisiens dans un Groupama Stadium garni de 22 852 spectateurs.

## Identité du club

### Logos

Logo avant 2011.
Logo entre 2011 et 2015.
Logo depuis 2015.

## Personnalités du club

### Présidents
Cette section liste les différents présidents du FCVB.
- Entre 1927 et 1946 : M. Foulc, M. Perrayon, Tony Millet, Paccalin, M. Serrayet[17], M. Tondeur.
- 1946-1969 :  M. Ducarre
- 1969-1971 :  M. Champion
- 1971-1974 :  M. Convert
- 1974-1980/1981 :  M. Sivignon
- 1980/1981-1981 :  Michel Danière
- 1981-1982 :  M. Monfray
- 1982-1987 :  M. Choffée
- Juin 1987-déc. 1987 :  Jean-Marc Paulus
- Déc. 1987-1988 :  M. Froidefond
- 1988-1990 :  M. Sivignon
- 1990-1992 :  M. Rossi
- 1992-avr. 1996 :  M. Barbier[18]
- Avr. 1996-nov. 1997 :  M. Magat
- Nov. 1997-mars 1999:  M. Barbier[18]
- Mars 1999-2000 :  M. Gachon
- 2000-2001 :  M. Baud
- 2001-2008 :  Jean Gachon
- 2008-2010 :  Christian Du Verne
- 2010- :  Philippe Terrier

### Entraîneurs
| Nom                             | Période                 |
| ------------------------------- | ----------------------- |
| Denis Papas                     | 1966-1968               |
| Denis Papas                     | 1971-1974               |
| Ljubomir Mihajlović             | Juillet-novembre 1979   |
| Lucien Jasseron                 | 1980-1981               |
| Canzio Capaldini                | 1983-1984               |
| Jean-Marie Elie                 | 1985-1989               |
| Denis Papas                     | 1989-1992               |
| Jean-Jacques Verseaut           | 1992-1993               |
| Daniel Xavier                   | 1996-1999               |
| Bruno Génésio                   | 1999-2001               |
| Daniel Xavier                   | 2003                    |
| Thierry Droin                   | 2004-2008               |
| Jean-Michel Picollet            | 2008-2010               |
| Albert Falette                  | 2010-2012               |
| Patrick Paillot                 | 2012-2014               |
| Stéphane D'Urbano Landry Ndzana | 2014-2017               |
| Alain Pochat                    | 2017-2021               |
| Hervé Della Maggiore            | 2021-2023               |
| Romain Revelli                  | 2023-2024               |
| Alain Pochat                    | mars 2024-juin 2024     |
| Laurent Combarel                | juillet 2024 - mai 2025 |

## Structures du club

### Stade

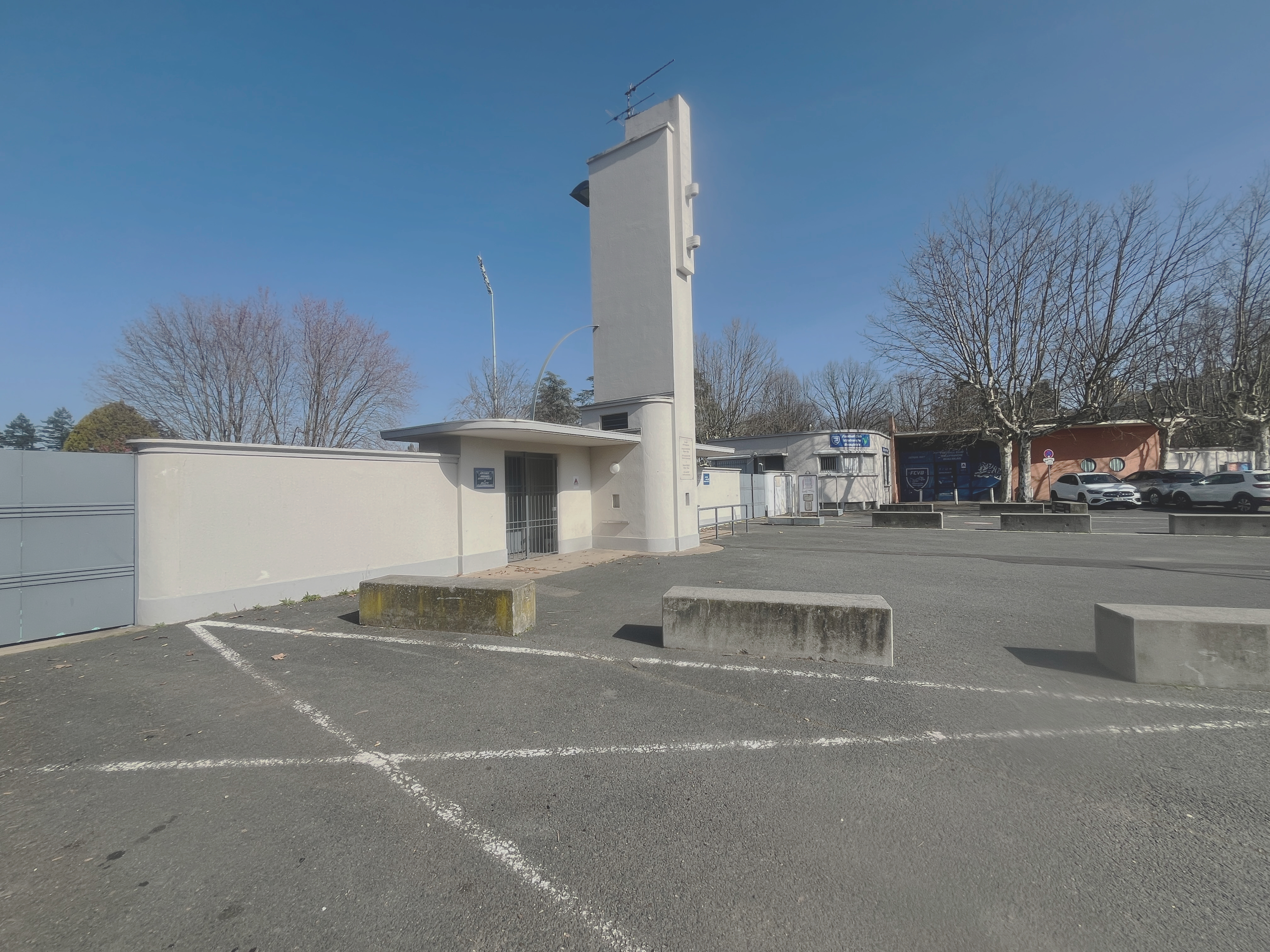
Entrée du stade Armand-Chouffet en février 2024.

Anciennement appelé Parc municipal des sports, le stade du FC Villefranche se nomme depuis 1958 stade Armand-Chouffet, en l'honneur de l'homme politique et ancien maire de la ville qui fit construire le stade en 1938. Sa capacité est d'environ 3 500 places.

### Statut juridique
Depuis juillet 2020, le club possède le statut de Société par actions simplifiée (SAS).

### Éléments comptables
Le tableau ci-dessous résume les différents budgets prévisionnels du club saison après saison.
| Saison | 2016-2017 | 2017-2018 | 2018-2019 | 2019-2020 | 2020-2021 | 2021-2022 | 2022-2023 |
| Budget | N.C       | N.C       | 1,85 M€   | 2,2 M€    | 2,2 M€    | N.C       | 3 M€      |
| Saison | 2023-2024 | 2024-2025 |           |           |           |           |           |
| Budget | 4 M€      | 3 M€      |           |           |           |           |           |